# Cneu Otávio Rufo
Cneu Otávio Rufo (português brasileiro) ou Cneu Octávio Rufo (português europeu) (em latim: Gnaeus Octavius Rufus) foi um oficial romano do século III a.C., o primeiro membro conhecido do gens Otávia. De acordo com Suetônio, seu prenome foi Caio, porém, uma vez que seu filho mais velho chama-se Cneu, os historiadores conjecturam que teria havido um equívoco do autor. Segundo o mesmo autor, Cneu serviu como questor ca. 230 a.C. e teve dois filhos, Cneu Otávio, pretor em 205 a.C., e Caio Otávio.